# Yakawa Kang
Der Yakawa Kang ist ein Berg im Himalaya in Nepal.
Der Yakawa Kang besitzt eine Höhe von 6482 m und befindet sich im Gebirgsmassiv Damodar Himal. An seiner Südflanke, 1,66 km südlich des Gipfels, liegt der 5416 m hohe Gebirgspass Thorong La. Jenseits des Thorong La liegt der 6484 m Khatung Kang.
Die Erstbesteigung des Yakawa Kang gelang am 7. November 2010 einer 4-köpfigen Gruppe (Hidenobu Tsuji mit den Sherpas Dawa Norbu, Dawa Tshering und Tshering Tashi).